# Месје 75
Месје 75 (М75) је збијено звездано јато у сазвежђу Стрелац које се налази у Месјеовом каталогу објеката дубоког неба.
Деклинација објекта је - 21° 55' 15" а ректасцензија 20h 6m 4,8s. Привидна величина (магнитуда) објекта М75 износи 8,6. М75 је још познат и под ознакама NGC 6864, GCL 116, ESO 595-SC13.